# La morte d'Orfeo
La morte d'Orfeo (Orfeus död) är en italiensk opera (tragicommedia pastorale) i fem akter med musik av Stefano Landi.

## Historia
1618 utnämnde Marco Cornaro, biskop av Padua, Landi till kapellmästare. Året därpå komponerade han sin första opera och valde, som många andra operatonsättare, myten om Orfeus som ämne för sitt förstlingsverk. Men Landis opera var ovanlig ut två aspekter; dels att handlingen börjar efter Eurydikes död, dels att musiken fjärmade sig från den florentinska musikreformen med dess emfas på recitativ mot en form som inkorporerade ensembler och körpartier, därmed förebådande den så kallade "romerska" operan (med dramatiska handlingar och recitativ som matchade texternas olikheter som skulle dominerade de närmaste decennierna. Operan hade premiär i Rom 1619.

## Personer
- Orfeo (Orfeus) (tenor)
- Teti (Thetis) (alt)
- Ödet (bas)
- L'ebro (bas)
- Aurora (alt)
- Mercurio (Mercurius) (tenor)
- Apolline (Apollon) (tenor)
- Bacco (Bacchus) (alt)
- Nisa (sopran)
- Ireno (tenor)
- Lincastro (alt)
- Il furore (bas)
- Calliope (Kalliope) (alt)
- Fileno (tenor)
- Caronte (Charon) (bas)
- Euridice (Eurydike) (sopran)
- Giove (Jupiter) (bas)
- Fosforo (alt)

## Handling
Efter Euridices död har Orfeo avsagts sig alla världsliga nöjen men han väljer ändå att fira sin födelsedag dock utan vin och kvinnor. Detta retar upp Bacco så denne beordrar menaderna att slita sönder Orfeo som hamnar i dödsriket. Väl där misslyckas Euridice att känna igen sin forne make. Orfeo dricker ur glömskans brunn och låter sig föras upp till gudarnas boning Olympen.